# Freddie Thorp
Freddie Thorp, né le 7 mars 1994 dans le borough royal de Kensington et Chelsea (Grand Londres), est un acteur britannique. Il est aussi un mannequin qui est représenté par Independent Talent. Il est connu pour avoir interprété Riven dans Destin : La Saga Winx ainsi que Garrett dans Overdrive

## Biographie
Thorp est né à Londres, en Angleterre le 7 mars 1994. Ses parents sont Nick Thorp and Antonia Manley. Et il a une soeur qui s'appelle Ophelia.

## Carrière
En 2016, il interprète son premier rôle, Tommy, dans le film To Dream. Thorp a été nommé en 2017 au British Urban Film Festival comme meilleur acteur masculin émergant dans l'industrie de divertissement,.
En 2017, il interprète Garrett Foster, un voleur de voitures, dans le film Overdrive. Les scènes ont été tournées à Marseille en France.
Depuis 2021, il interprète Riven, dans la série télévisée Destin : La Saga Winx. Durant la deuxième saison, il a appris à mieux connaître son personnage. Il montre un côté plus sensible de son personnage dans cette saison que dans la première où Riven était un peu plus délinquant. Freddie aime bien interpréter des personnages bad boy car il aime pouvoir explorer et interpréter son personnage qu'il ne pourrait faire dans la vie réelle. Il trouve des similitudes avec lui-même. Ce sont les traits de ses personnages dont ils n'a moins de similitudes dont il doit mettre plus d'efforts. Thorp dit que les spectateurs peuvent se retrouver dans son personnage puisque Riven montre son côté bisexuel. L'acteur est vraiment content de pouvoir montrer ce côté là. La série a été annulée par Netflix en novembre 2022.
En 2022, il interprète Michael, un alpiniste, dans le film Summit Fever (en). Freddie a du grimper de vrais montagnes, comme Eiger, Matterhorn et au Mont Blanc. Les scènes ont été tournées par drônes.
En 2024, il interprète James, dans le film Strictly Confidential (en).

## Filmographie

### Cinéma
- 2016 : The Head Hunter de Tom Keeling : Terry Medina
- 2016 : To Dream de Nicole Albarelli : Tommy
- 2017 : Overdrive d'Antonio Negret : Garrett Foster
- 2022 : Summit Fever (en) de Julian Gilbey : Michael
- 2024 : Strictly Confidential (en) de Damian Hurley : James
- À venir [Quand ?] : Tomb Raider le Retour de Lara Croft (Tomb Raider the return of Lara Croft)  de Ric Roman Waugh : Jérôme "The Kid" Johnson

### Télévision
- 2015 : Doctors : Stuart Willis (épisode : Plus One)
- 2015 : The Advocate : Tommy Reese
- 2018 : Safe : Chris Chahal
- 2018 : A Discovery of Witches : Matthieu Beny (saison 1, épisode 2)
- 2021-2022 : Destin : La Saga Winx (Fate: The Winx Saga) : Riven

## Récompenses
| Année | Prix                        | Catégorie                         | Travail  | Résultat   |       |
| ----- | --------------------------- | --------------------------------- | -------- | ---------- | ----- |
| 2017  | British Urban Film Festival | Meilleur Acteur Masculin Émergant | To Dream | Nomination | [ 6 ] |